# Campionati mondiali di biathlon 2009
I Campionati mondiali di biathlon 2009 si svolsero dal 13 al 22 febbraio presso il centro di biathlon di Alpensia, a Daegwallyeong, nella contea di Pyeongchang, in Corea del Sud.

## Doping

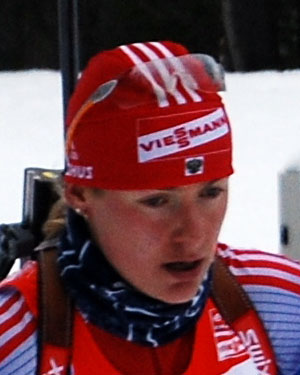
Ekaterina Jur'eva a Östersund nel 2008

Un giorno prima dell'inizio dei Mondiali gli atleti russi Al'bina Achatova, Ekaterina Jur'eva e Dmitrij Jarošenko sono stati squalificati per doping dopo che erano risultati positivi all'EPO ai controlli eseguiti a Östersund a inizio dicembre 2008, in occasione della prima tappa della Coppa del Mondo 2008-2009. I tre sono rientrati subito a Mosca.

## Risultati

### Uomini

#### Sprint 10 km
| Posizione | Atleta               | Nazione  | Tempo   | Penalità |
| --------- | -------------------- | -------- | ------- | -------- |
| 1         | Ole Einar Bjørndalen | Norvegia | 24:16.5 | 1-1      |
| 2         | Lars Berger          | Norvegia | +1.2    | 1-1      |
| 3         | Halvard Hanevold     | Norvegia | +12.5   | 0-0      |
| 4         | Alexander Os         | Norvegia | +24.6   | 1-0      |
| 5         | Maksim Čudov         | Russia   | +29.1   | 0-0      |
| 6         | Simon Fourcade       | Francia  | +50.1   | 0-1      |
| 7         | Michael Greis        | Germania | +53.7   | 1-1      |
| 8         | Simon Eder           | Austria  | +59.2   | 0-1      |
| 9         | Simon Hallenbarter   | Svizzera | +1:11.9 | 1-0      |
| 10        | Janez Marič          | Slovenia | +1:19.0 | 1-0      |

14 febbraio, ore 11:15

#### Inseguimento 12,5 km
| Posizione | Atleta               | Nazione  | Tempo   | Penalità |
| --------- | -------------------- | -------- | ------- | -------- |
| 1         | Ole Einar Bjørndalen | Norvegia | 31:46,7 | 0-2-0-2  |
| 2         | Maksim Čudov         | Russia   | +41,7   | 0-0-1-2  |
| 3         | Alexander Os         | Norvegia | +52,8   | 0-0-2-1  |
| 4         | Tomasz Sikora        | Polonia  | +1:33,4 | 0-0-2-1  |
| 5         | Lars Berger          | Norvegia | +1:52,9 | 2-3-1-2  |
| 6         | Halvard Hanevold     | Norvegia | +2:06,9 | 0-1-3-1  |
| 7         | Andrij Deryzemlja    | Ucraina  | +2:09,8 | 0-1-2-1  |
| 8         | Martin Fourcade      | Francia  | +2:20,9 | 2-1-2-1  |
| 9         | Michael Rösch        | Germania | +2:29,2 | 0-1-2-1  |
| 10        | Simon Fourcade       | Francia  | + 49,3  | 2-0-0-0  |

15 febbraio, ore 11:15

#### Partenza in linea 15 km
| Posizione | Atleta               | Nazione  | Tempo   | Penalità |
| --------- | -------------------- | -------- | ------- | -------- |
| 1         | Dominik Landertinger | Austria  | 38:32,5 | 2+0+0+1  |
| 2         | Christoph Sumann     | Austria  | +8,9    | 2+0+0+1  |
| 3         | Ivan Čerezov         | Russia   | +13,9   | 2+0+0+0  |
| 4         | Ole Einar Bjørndalen | Norvegia | +21,1   | 1+0+0+2  |
| 5         | Michael Rösch        | Germania | +34,7   | 1+0+1+2  |
| 6         | Tomasz Sikora        | Polonia  | +36,5   | 1+2+0+2  |
| 7         | Maksim Čudov         | Russia   | +45,9   | 1+0+2+1  |
| 8         | Simon Eder           | Austria  | +50,6   | 1+0+0+1  |
| 9         | Simon Fourcade       | Francia  | +52,8   | 2+1+0+0  |
| 10        | Christian De Lorenzi | Italia   | +53,5   | 0+0+1+2  |

21 febbraio, ore 9:45

#### Individuale 20 km
| Posizione | Atleta               | Nazione  | Tempo   | Penalità |
| --------- | -------------------- | -------- | ------- | -------- |
| 1         | Ole Einar Bjørndalen | Norvegia | 52:28,0 | 0+0+2+1  |
| 2         | Christoph Stephan    | Germania | +14,1   | 1+0+0+0  |
| 3         | Jakov Fak            | Croazia  | +17,1   | 0+0+0+1  |
| 4         | Simon Fourcade       | Francia  | +18,0   | 0+0+1+1  |
| 5         | David Ekholm         | Svezia   | +26,3   | 0+1+0+0  |
| 6         | Dominik Landertinger | Austria  | +36,0   | 0+0+1+1  |
| 7         | Ivan Čerezov         | Russia   | +37,8   | 0+0+0+1  |
| 8         | Andrij Deryzemlja    | Ucraina  | +39,1   | 1+0+0+1  |
| 9         | Tomasz Sikora        | Polonia  | +44,9   | 0+2+1+1  |
| 10        | Maksim Čudov         | Russia   | +49,3   | 2+0+0+0  |

17 febbraio, ore 6:15

#### Staffetta 4x7,5 km
| Posizione | Nazione   | Atleti                                                                            | Tempo     | Penalità |
| --------- | --------- | --------------------------------------------------------------------------------- | --------- | -------- |
| 1         | Norvegia  | Emil Hegle Svendsen Lars Berger Halvard Hanevold Ole Einar Bjørndalen             | 1:08:04,1 | 2+9      |
| 2         | Austria   | Daniel Mesotitsch Simon Eder Dominik Landertinger Christoph Sumann                | +12,6     | 0+7      |
| 3         | Germania  | Michael Rösch Christoph Stephan Arnd Peifferr Michael Greis                       | +32,7     | 0+10     |
| 4         | Francia   | Vincent Jay Vincent Defrasne Martin Fourcade Simon Fourcade                       | +56,5     | 0+4      |
| 5         | Ucraina   | Oleksandr Bilanenko V"jačeslav Derkač Andrij Deryzemlja Roman Pryma               | +1:14,7   | 0+6      |
| 6         | Russia    | Evgenij Ustjugov Ivan Čerezov Maksim Maksimov Maksim Čudov                        | +1:41,7   | 1+10     |
| 7         | Italia    | Christian De Lorenzi René-Laurent Vuillermoz Christian Martinelli Markus Windisch | +2:09,3   | 1+10     |
| 8         | Svizzera  | Ivan Joller Matthias Simmen Thomas Frei Simon Hallenbarter                        | +2:20,3   | 0+8      |
| 9         | Svezia    | Magnus Jonsson Mattias Nilsson Björn Ferry Carl Johan Bergman                     | +3:11,3   | 2+12     |
| 10        | Rep. Ceca | Michal Šlesingr Zdeněk Vítek Roman Dostál Jaroslav Soukup                         | +3:11,4   | 3+10     |

22 febbraio, ore 11:15

### Donne

#### Sprint 7,5 km
| Posizione | Atleta              | Nazione     | Tempo   | Penalità |
| --------- | ------------------- | ----------- | ------- | -------- |
| 1         | Kati Wilhelm        | Germania    | 21:11.1 | 0-0      |
| 2         | Simone Hauswald     | Germania    | +9.9    | 0-0      |
| 3         | Ol'ga Zajceva       | Russia      | +27.1   | 0-0      |
| 4         | Anna Bulygina       | Russia      | +53.3   | 0-0      |
| 5         | Helena Ekholm       | Svezia      | +54.7   | 1-0      |
| 6         | Andrea Henkel       | Germania    | +55.0   | 1-1      |
| 7         | Anastasija Kuz'mina | Slovacchia  | +1:07.3 | 0-1      |
| 8         | Magdalena Neuner    | Germania    | +1:08.5 | 2-1      |
| 9         | Vol'ha Nazarava     | Bielorussia | +1:26.3 | 0-1      |
| 10        | Sandrine Bailly     | Francia     | +1:27.0 | 1-0      |

14 febbraio, ore 8:45

#### Inseguimento 10 km
| Posizione | Atleta              | Nazione     | Tempo   | Penalità |
| --------- | ------------------- | ----------- | ------- | -------- |
| 1         | Helena Ekholm       | Svezia      | 34:12,3 | 2-0-0-0  |
| 2         | Kati Wilhelm        | Germania    | +18,3   | 1-1-3-1  |
| 3         | Ol'ga Zajceva       | Russia      | +24,1   | 0-3-1-2  |
| 4         | Kaisa Mäkäräinen    | Finlandia   | +36,9   | 1-0-1-0  |
| 5         | Dar"ja Domračava    | Bielorussia | +39,1   | 1-0-1-0  |
| 6         | Martina Beck        | Germania    | +46,7   | 0-0-1-1  |
| 7         | Marie-Laure Brunet  | Francia     | +54,9   | 0-0-0-0  |
| 8         | Natal'ja Levčenkova | Moldavia    | +1:14,8 | 0-0-1-0  |
| 9         | Tora Berger         | Norvegia    | +1:15,9 | 0-0-1-2  |
| 10        | Veronika Vítková    | Rep. Ceca   | +1:16,8 | 1-0-0-1  |

15 febbraio, ore 9:00

#### Partenza in linea 12,5 km
| Posizione | Atleta              | Nazione     | Tempo   | Penalità |
| --------- | ------------------- | ----------- | ------- | -------- |
| 1         | Ol'ga Zajceva       | Russia      | 34:18,3 | 0+0+1+1  |
| 2         | Anastasija Kuz'mina | Slovacchia  | +7,5    | 0+0+1+1  |
| 3         | Helena Ekholm       | Svezia      | +12,3   | 0+0+1+1  |
| 4         | Vita Semerenko      | Ucraina     | +34,6   | 0+0+0+0  |
| 5         | Andrea Henkel       | Germania    | +35,2   | 0+0+2+2  |
| 6         | Dar"ja Domračava    | Bielorussia | +44,0   | 0+0+2+0  |
| 7         | Magdalena Neuner    | Germania    | +50,1   | 2+0+1+2  |
| 8         | Marie-Laure Brunet  | Francia     | +51,8   | 0+1+0+1  |
| 9         | Ol'ga Medvedceva    | Russia      | +53,7   | 0+1+2+0  |
| 10        | Veronika Vítková    | Rep. Ceca   | +56,4   | 0+1+1+0  |

22 febbraio, ore 9:00 

#### Individuale 15 km
| Posizione | Atleta              | Nazione    | Tempo   | Penalità |
| --------- | ------------------- | ---------- | ------- | -------- |
| 1         | Kati Wilhelm        | Germania   | 44:03,1 | 0+1+0+0  |
| 2         | Teja Gregorin       | Slovenia   | +39,5   | 0+0+0+1  |
| 3         | Tora Berger         | Norvegia   | +46,5   | 0+0+0+1  |
| 4         | Anna Carin Olofsson | Svezia     | +58,6   | 0+1+0+1  |
| 5         | Veronika Vítková    | Rep. Ceca  | +1:20,8 | 0+0+0+1  |
| 6         | Elena Chrustalëva   | Kazakistan | +1:29,3 | 0+0+0+0  |
| 7         | Éva Tófalvi         | Romania    | +1:29,9 | 0+0+1+0  |
| 8         | Helena Ekholm       | Svezia     | +1:42,5 | 0+0+2+0  |
| 9         | Sandrine Bailly     | Francia    | +1:49,4 | 0+0+0+0  |
| 10        | Andrea Henkel       | Germania   | +1:51,1 | 0+2+0+1  |

18 febbraio, ore 10:15

#### Staffetta 4x6 km
| Posizione | Nazione     | Atlete                                                               | Tempo     | Penalità |
| --------- | ----------- | -------------------------------------------------------------------- | --------- | -------- |
| 1         | Russia      | Svetlana Slepcova Anna Bulygina Ol'ga Medvedceva Ol'ga Zajceva       | 1:13:12,9 | 0+9      |
| 2         | Germania    | Martina Beck Magdalena Neuner Andrea Henkel Kati Wilhelm             | +1:15,1   | 3+14     |
| 3         | Francia     | Marie-Laure Brunet Sylvie Becaert Marie Dorin Sandrine Bailly        | +1:27,5   | 1+13     |
| 4         | Bielorussia | Ljudmila Kalinčyk Dar"ja Domračava Vol'ha Nazarava Nadzeja Skardzina | +1:41,7   | 0+8      |
| 5         | Svezia      | Sofia Domeij Helena Ekholm Anna Carin Olofsson Anna Maria Nilsson    | +2:29,9   | 2+11     |
| 6         | Polonia     | Krystyna Pałka Magdalena Gwizdoń Weronika Nowakowska Agnieszka Cyl   | +2:55,8   | 4+12     |
| 7         | Cina        | Wang Chunli Liu Xianying Dong Xue Song Chaoqing                      | +3:15,7   | 1+14     |
| 8         | Romania     | Dana Cojocea Éva Tófalvi Mihaela Purdea Alexandra Stoian             | +5:02,1   | 3+14     |
| 9         | Canada      | Megan Imrie Zina Kocher Sandra Keith Megan Tandy                     | +5:20,8   | 0+15     |
| 10        | Stati Uniti | Lanny Barnes Haley Johnson Laura Spector Tracy Barnes                | +5:29,5   | 0+10     |

21 febbraio, ore 11:15

### Misto

#### Staffetta 2x6 km + 2x7,5 km
| Posizione | Nazione     | Atlete                                                              | Tempo     | Penalità |
| --------- | ----------- | ------------------------------------------------------------------- | --------- | -------- |
| 1         | Francia     | Marie-Laure Brunet Sylvie Becaert Vincent Defrasne Simon Fourcade   | 1:10:30,0 | 0+6      |
| 2         | Svezia      | Helena Ekholm Anna Carin Olofsson David Ekholm Carl Johan Bergman   | +6,2      | 0+3      |
| 3         | Germania    | Andrea Henkel Simone Hauswald Arnd Peiffer Michael Greis            | +9,0      | 0+11     |
| 4         | Norvegia    | Tora Berger Anne Ingstadbjørg Lars Berger Ole Einar Bjørndalen      | +52,7     | 1+10     |
| 5         | Russia      | Svetlana Slepcova Ol'ga Zajceva Ivan Čerezov Maksim Čudov           | +1:09,5   | 0+11     |
| 6         | Finlandia   | Kaisa Mäkäräinen Mari Laukkanen Paavo Puurunen Timo Antila          | +1:13,6   | 0+6      |
| 7         | Italia      | Michela Ponza Katja Haller Christian De Lorenzi Markus Windisch     | +1:29,7   | 1+11     |
| 8         | Polonia     | Agnieszka Cyl Weronika Nowakowska Krzysztof Pływaczyk Tomasz Sikora | 1:36,2    | 0+7      |
| 9         | Bielorussia | Vol'ha Nazaravaa Dar"ja Domračava Rustam Valiulin Sjarhej Novikaŭ   | +2:03,0   | 0+8      |
| 10        | Slovacchia  | Anastasija Kuz'mina Martina Halinárová Pavol Hurajt Dušan Šimočko   | +2:05,5   | 0+7      |

19 febbraio, ore 10:00

## Medagliere per nazioni
| Posizione | Nazione    | Oro | Argento | Bronzo | Totale |
| --------- | ---------- | --- | ------- | ------ | ------ |
| 1         | Norvegia   | 4   | 1       | 3      | 8      |
| 2         | Germania   | 2   | 4       | 2      | 8      |
| 3         | Russia     | 2   | 1       | 3      | 6      |
| 4         | Austria    | 1   | 2       | 0      | 3      |
| 5         | Svezia     | 1   | 1       | 1      | 3      |
| 6         | Francia    | 1   | 0       | 1      | 2      |
| 7         | Slovenia   | 0   | 1       | 0      | 1      |
| 7         | Slovacchia | 0   | 1       | 0      | 1      |
| 9         | Croazia    | 0   | 0       | 1      | 1      |